# بالیان گرنیر
بالیان گرنیر (انگلیسی: Balian Grenier؛ ۱۱۳۰ – ۱۲۴۱)، کنت صیدا و یکی از مهم‌ترین اربابان پادشاهی اورشلیم از سال ۱۲۰۲ تا ۱۲۴۱ میلادی بود. وی برای رسیدن به این منصب جانشین رینالد صیدا شد و مادرش هلویس، دختر بالین ابلین بود. 